# Galceran Martorell
Galceran Martorell era el gran dels set fills de Francesc Martorell i la seua esposa, Damiata, a més de Joanot (±1413 - 1468), l'escriptor de Tirant lo Blanc, Jofre, Jaume, Isabel, Aldonça i la petita Damiata. La seva figura històrica està estretament vinculada al municipi de Llíber, que pertany al territori d'Aixa, a la comarca de la Marina Alta.
El 1434 va allistar-se amb son pare i Joanot a l'armada reial, que es trobava ja concentrada a Sicília. Galceran Martorell fou un cavaller d'un natural breguer, més avesat a l'acció impetuosa que a la reflexió prudent. Aquest tarannà el compartia amb el seu germà Joanot, però l'escriptor era més intel·ligent i més dotat per al tracte social. A Galceran, però, se li ha de reconéixer el gran coratge que demostrà quan el dia 6 d'abril de l'any 1442 s'enfrontà a l'algutzir Dionís d'Orga, que pretenia prendre als Martorell les possessions de Murta i Benibrahim (l'actual Benibrai) a Xaló.
Galceran Martorell fou senyor de Llíber fins que el dia 13 d'agost de l'any 1443 la reina Maria, esposa d'Alfons el Magnànim, manà que aquest lloc amb tot les seues rendes isqués a pública subhasta, a fi que amb el producte obtingut foren pagats els deutes que havia contret el propietari. Al novembre, però, l'ordre reial encara no havia estat executada i la reina, a través d'una providència, refermà la seua voluntat que la subhasta se celebrés al més aviat possible. No obstant això, el dia 20 de gener de l'any 1444 la reina envià un requeriment als seus oficials recordant-los que el compliment de la subhasta de Llíber encara estava pendent.
El dia primer del mes de setembre de l'any 1444, finalment, es complí l'ordre reial. El lloc de Llíber fou adjudicat a Gonçal D'Íxer, Comanador de Muntalbà i a la seua esposa, Agnés de Portugal. Gonçal pertanyia a una noble nissaga que havia estat fundada per Pere Ferrandis d'Íxer, fill del rei Jaume I i la seua dama, Berenguera Ferrandis. Amb la venda judicial de Llíber, els Íxer es convertiren en els principals enemics dels Martorell. Joanot considerà que aquesta compra havia estat deshonesta i amenaça al Comanador de fer-li "tot aquell mal e dany e deshonor que poré en la vostra persona e béns". A través d'una declaració del mateix Galceran recollida en una causa civil de l'any 1447 (és a dir, quan ja havia perdut Llíber), se sap que aquest tenia una vinya a l'esmentat municipi que "cascun any havia X gerres de vi blanch i vermell".
Però, tot i que en Galceran era senyor de Llíber, afirmava posseir una altra vinya a el Ràfol de Xaló, "de la qual cascun any collia pus de VI gerres de vi comunes, lo qual dit vi a bona e justa stimació, uns anys ab altres, valia a raó de II sous lo cànter".

## La qüestió del manuscrit
Traspassat el seu germà Joanot, el dia 24 d'abril de 1465 Galceran en la seua condició d'hereu reclamà per la via judicial el manuscrit de Tirant lo Blanc, que aleshores estava en possessió de Martí Joan de Galba. L'escriptor quan encara era viu l'havia empenyorat a causa d'urgents necessitats econòmiques. Galceran no el pogué recuperar, perquè Joanot i Martí Joan havien acordat que si "dins un any no pagava lo dit mossén Johan Martorell, lo dit llibre fos del dit en Martí Johan e d'aquí avant pogués vendre aquell o retenir axí com a seu propi". Com que l'any fixat en l'acord havia transcorregut amb escreix, el manuscrit li pertanyia ara legalment a Martí Joan.